# 中仓街道
中仓街道是北京市通州區中部的一个街道。
辖区面积6.5平方千米，有常住人口22491户57554人，流动人口14614人。

## 社區
现辖：
- 东关社区
- 星河社区
- 上营社区
- 悟仙观社区
- 白将军社区
- 东里社区
- 西营社区
- 中仓社区
- 小园社区
- 四员厅社区
- 西上园社区
- 新华园社区
- 莲花寺社区
- 中上元社区
- 运河园社区
- 滨河社区

## 居委会
- 东关
- 星河
- 上营
- 悟仙观
- 马家
- 白将军
- 东里一区
- 西营
- 中仓一区
- 小园
- 四员厅
- 西上园
- 新华园

## 交通
京哈铁路：通州站